# Laurent af Belgien
Prins Laurent af Belgien (fransk: Laurent Benoît Baudouin Marie de Belgique, nederlandsk: Laurens Benedikt Boudewijn Maria van België) (født 19. oktober 1963 i Laeken i Bruxelles) er lillebror til kong Philippe af Belgien.

## Forældre
Prins Laurent er den yngste søn af kong Albert 2. af Belgien og dronning Paola af Belgien. 
Han er tipoldebarn af Frederik 8. af Danmark.

## Familie
Prins Laurent blev gift i Bruxelles den 14. april 2003 med den engelsk-belgiske Claire Coombs. Hun er datter af den britiske forretningsmand Nicholas Coombs og hans belgiske kone, Nicole Mertens. Claire Coombs er født i England, men hun har boet i Belgien, siden hun var tre år gammel. 
Parret har tre børn:
1. Louise af Belgien (født 6. februar 2004)
2. Nicolas af Belgien (født 13. december 2005)
3. Aymeric af Belgien (født 13. december 2005)